# Abu Mansur Daqiqi
Abū Manṣūr Muḥammad ibn Aḥmad Daqīqī Ṭūsī (in persiano ابو منصور محمد بن احمد دقیقی‎; Khorasan, 935 o 942 – 976 o 980) è stato un poeta persiano.

## Biografia
Alcune fonti indicano il suo luogo di nascita a Ṭūs, altre ne indicano la nascita a Balkh, altre ancora a Samarcanda, Bukhara o Merv. La sua vita si svolse comunque per lo più a Balkh.
Daqīqī scrisse un poema epico sulla storia della Persia, iniziando da Zarathustra. È discussa la questione se Daqīqī fosse zoroastriano, o se volesse semplicemente promuovere l'antico patrimonio culturale sasanide in seguito all'avvento al potere dei Samanidi. È comunque tendenzialmente indicato dagli storici come uno zoroastriano convertito all'Islam.
Un gran numero di suoi distici sono stati inclusi nel poema epico dello Shāhnāmeh, del poeta epico persiano Ferdowsi.
Daqīqī venne assassinato dal suo schiavo preferito, e Ferdowsi ci dice che ciò avvenne per colpa del suo pessimo carattere.
Alcuni studiosi ipotizzano che Daqīqī scrisse altre opere, ma troppo controverse per essere incluse nello Shāhnāmeh, tanto da finire con l'andar perdute.